# Matchbox (window manager)
Matchbox er en fullscreen windowmanager. Man kan således kun se et program af gangen. Matchbox benyttes mest til maskiner, der har små grafiske skærme, eller som kun skal køre ét program af gangen.